# Xinxeta

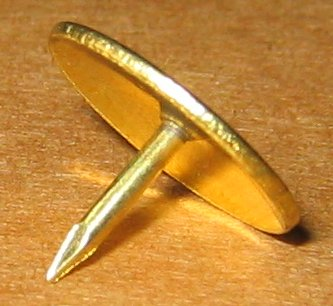
Xinxeta.

Una xinxeta o tatxeta és un accessori de despatx molt comú que consisteix en una mena de clau, generalment metàl·lic, amb una cabota circular i una punxa al centre, que es fixa a una paret o un tauler amb la sola força del polze.
S'empra especialment per a exposar temporàriament documents, com ara fulls d'informació o cartells, en parets o taulers d'anuncis.

## Tipus
- Xinxeta clàssica. La xinxeta convencional està composta per una curta punta metàl·lica i pot ser de colors. Les xinxetes de colors solen dur dues parts en la part del cap, la funda i la part plana on va la funda.
- Xinxeta americana. La xinxeta americana es diferencia de la convencional pel seu pràctic cap, per a facilitat el posar i el treure. El millor exemple és un tauler d'anuncis. Es compon d'una punta amb cap cilíndric de plàstic.
- Tatxa. La tatxa es diferencia de la convencional que existeixen molts tipus de cap tant per la forma i com per la grandària. En aquestes la punta pot ser d'acer o de ferro. La funció més estesa és en tapisseria de mobiliari, encara que per a això és més recomanable la tatxa amb punta d'acer, puix les normals es dobleguen amb molta facilitat. La punta està soldada al capdavant de la tatxa.

## Història
La xinxeta va ser inventada pel rellotger Johann Kirsten l'any 1903 en la localitat de Lychen al districte d'Uckermark a Alemanya. Va vendre els seus drets d'invenció a Otto Lindstedt, un empresari, qui va rebre una patent de l'Oficina el 8 de gener de 1904. Lindstedt es va fer ric, mentre que Kirsten, el rellotger, va romandre pobre. Altres fonts adjudiquen la invenció de la xinxeta al propietari de la indústria austríaca, Heinrich Sachs el 1888.
Les versions modernes es fabriquen amb més manejables "cabotes" cilíndriques de plàstic.